# إبراهيم حسن (عداء جيبوتي)
بوه إبراهيم (من مواليد 1 يناير 1997)،  المعروف أيضًا باسم إبراهيم حسن، هو عداء مسافات طويلة من جيبوتي.
عام 2019، مثّل إبراهيم جيبوتي في دورة الألعاب الأفريقية 2019 التي أقيمت في الرباط بالمغرب. تنافس في سباق 5000 متر رجال وحصل على المركز الثامن. وفي نفس العام، شارك أيضًا في سباق 5000 متر رجال في بطولة العالم لألعاب القوى 2019 التي أقيمت في الدوحة، قطر. لم يتأهل للمنافسة في النهائي. شارك إبراهيم في سباق الماراثون للرجال في الألعاب الأولمبية الصيفية 2024 التي أقيمت في باريس.